# إدوارد إيفرت سميث
إدوارد إيفرت سميث (بالإنجليزية: Edward Everett Smith) هو محامي وسياسي أمريكي، ولد في 5 مايو 1861 في سبرينغ فالي في الولايات المتحدة، وتوفي في 29 يوليو 1931 في منيابولس في الولايات المتحدة. حزبياً، نشط في الحزب الجمهوري. وقد انتخب عضو مجلس ولاية مينيسوتا وانتخب عضو مجلس نواب مينيسوتا.